# Калинівка (Фастівський район)
Кали́нівка (МФА: [kɐˈɫɪɲiu̯kɐ] ( прослухати)) — селище в Україні, у Фастівському районі Київської області. В селищі знаходиться залізнична станція Васильків-1.

## Історія
Засноване 1877 року, коли було прокладено залізницю та створено станцію.
Рішенням виконавчого комітету Київської обласної ради депутатів трудящих від 28 грудня 1957 року селище залізничної станції Васильків Перший Васильківського р-ну віднесено до категорії смт з присвоєнням селищу найменування Калинівка.

## Новітня історія
Під час Російського вторгнення в Україну, 28 лютого 2022 року було зруйновано три приватні будинки; двоє людей загинули та ще троє постраждали внаслідок вечірнього бомбардування.
23 березня 2022 року, О 2:00 на місцевому підприємстві сталась пожежа, ймовірно через ракетний удар.
24 березня 2022 року, приблизно о 19:45 сталась серйозна пожежа на нафтобазі що знаходиться на окраїні селища, за інформацією ймовірно це був ракетний удар. Від вибуху вибило скло в евакуаційному потязі, що їхав з Києва до Івано-франківська.

## Населення

### Мова
Розподіл населення за рідною мовою за даними перепису 2001 року:
| Мова            | Кількість | Відсоток |
| --------------- | --------- | -------- |
| українська      | 5256      | 92.15%   |
| російська       | 427       | 7.49%    |
| білоруська      | 5         | 0.09%    |
| вірменська      | 3         | 0.05%    |
| гагаузька       | 2         | 0.03%    |
| інші/не вказали | 11        | 0.19%    |
| Усього          | 5704      | 100%     |

## Інфраструктура
ЦНАП, відділення зв'язку, відділення 2-х банків, 2 парка. Будинок культури, Будинок дитячої творчості, бібліотека, музична школа, спортивна школа. Медична лікарська амбулаторія. Супермаркет Фора.

### Освіта
У селищі 2 загальносвітні школи, 2 дитсадки.

## Релігія
Оскільки селище є відносно молодим, а його мешканці походять з різних куточків України, Калинівка вирізняється поліконфесійністю і високою інтенсивністю релігійного життя. В селі діють громади:
- УПЦ КП. Громадою побудовано великий п'ятибанний мурований храм з дзвіницею.
- УПЦ МП. За підтримки Т.Засухи у 2000-ні роки для громади побудовано муровану Свято-Іллінську церкву та дзвіницю.
- УГКЦ.
- Протестантських деномінацій.

## Відомі особистості
- Уродженцем села є Царьок Олександр Миколайович, герой Небесної Сотні.
- Народився та навчався у калинівській школі Щуренко Микола Григорович (1977—2015), солдат Збройних сил України, поліг під час російсько-української війни. Похований в с. Іванівка Богуславського р-ну.

## Галерея

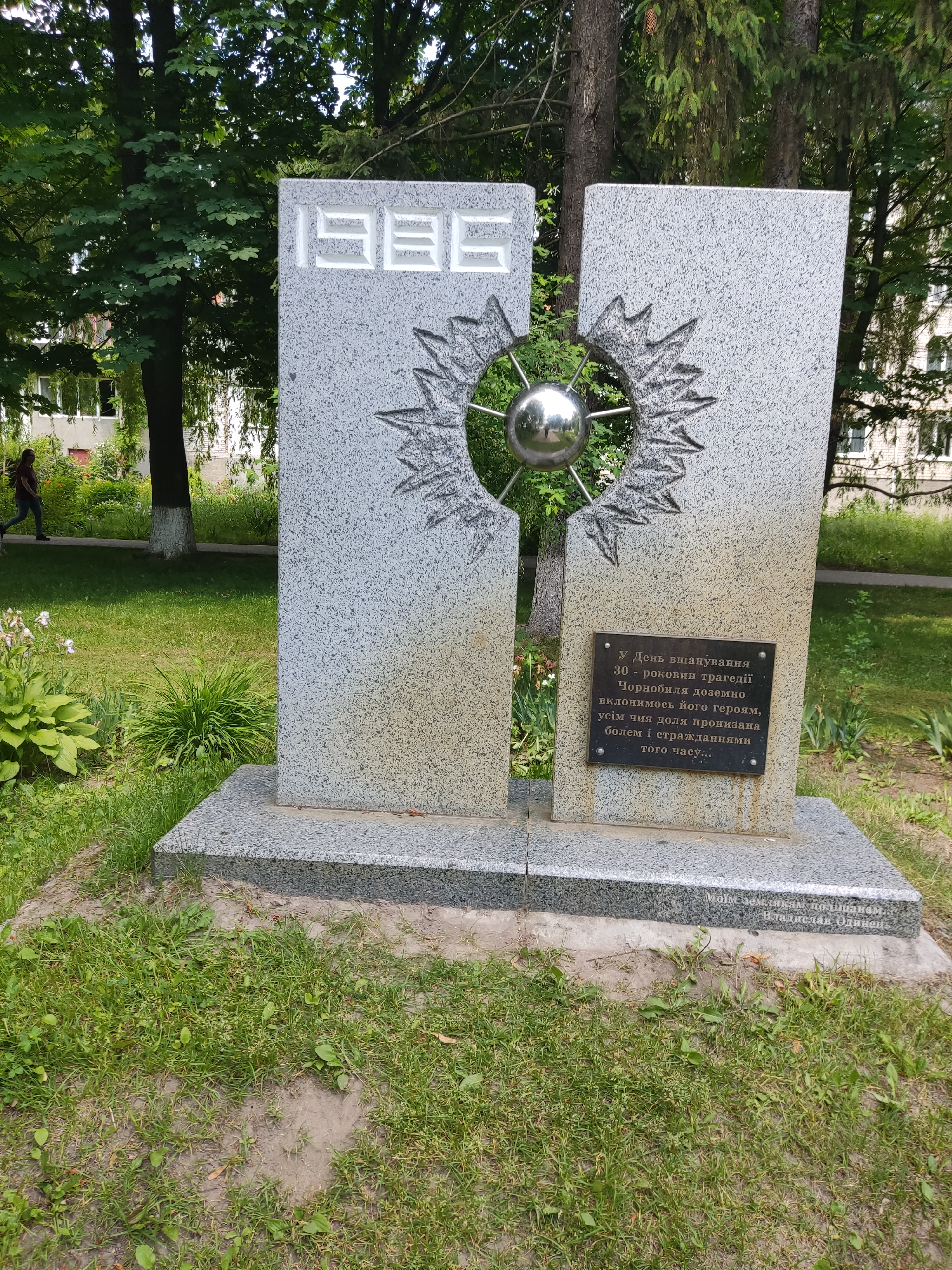
Пам'ятник ліквідаторам в центральному парку
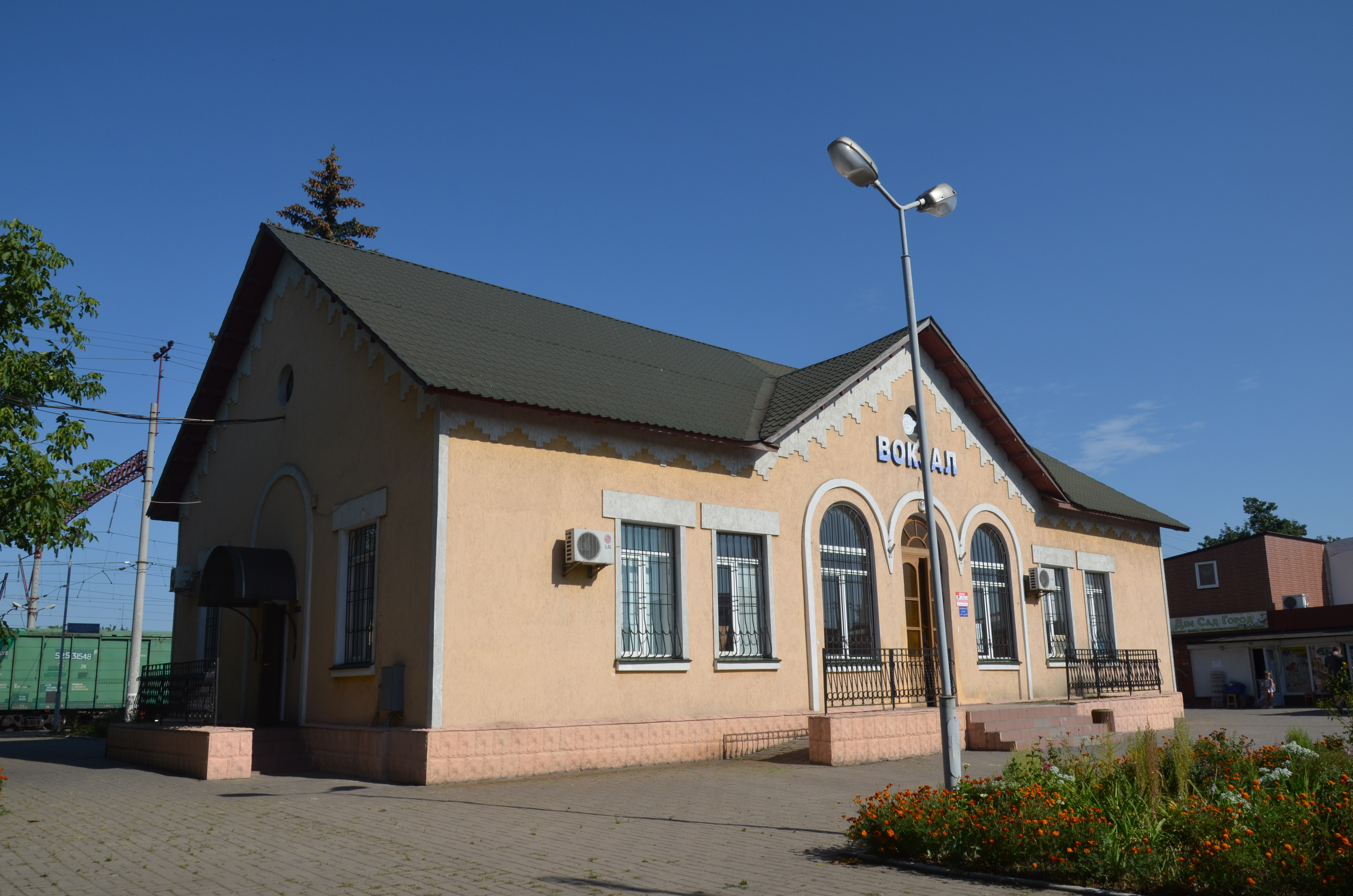
Станція Васильків-1, селище Калинівка
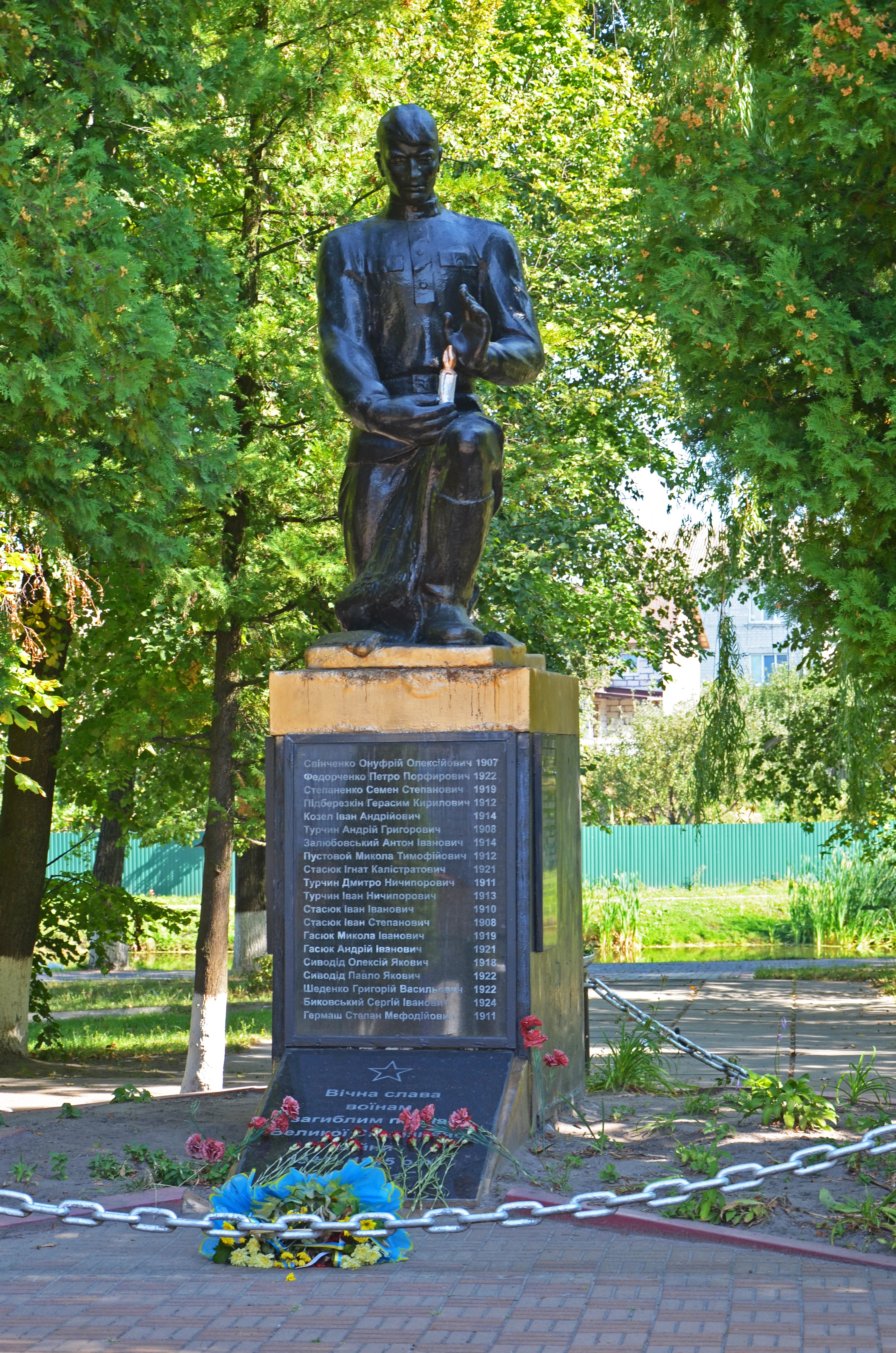
Братська могила воїнів Радянської Армії, які загинули в роки Великої Вітчизняної війни, та радянських військовополонених
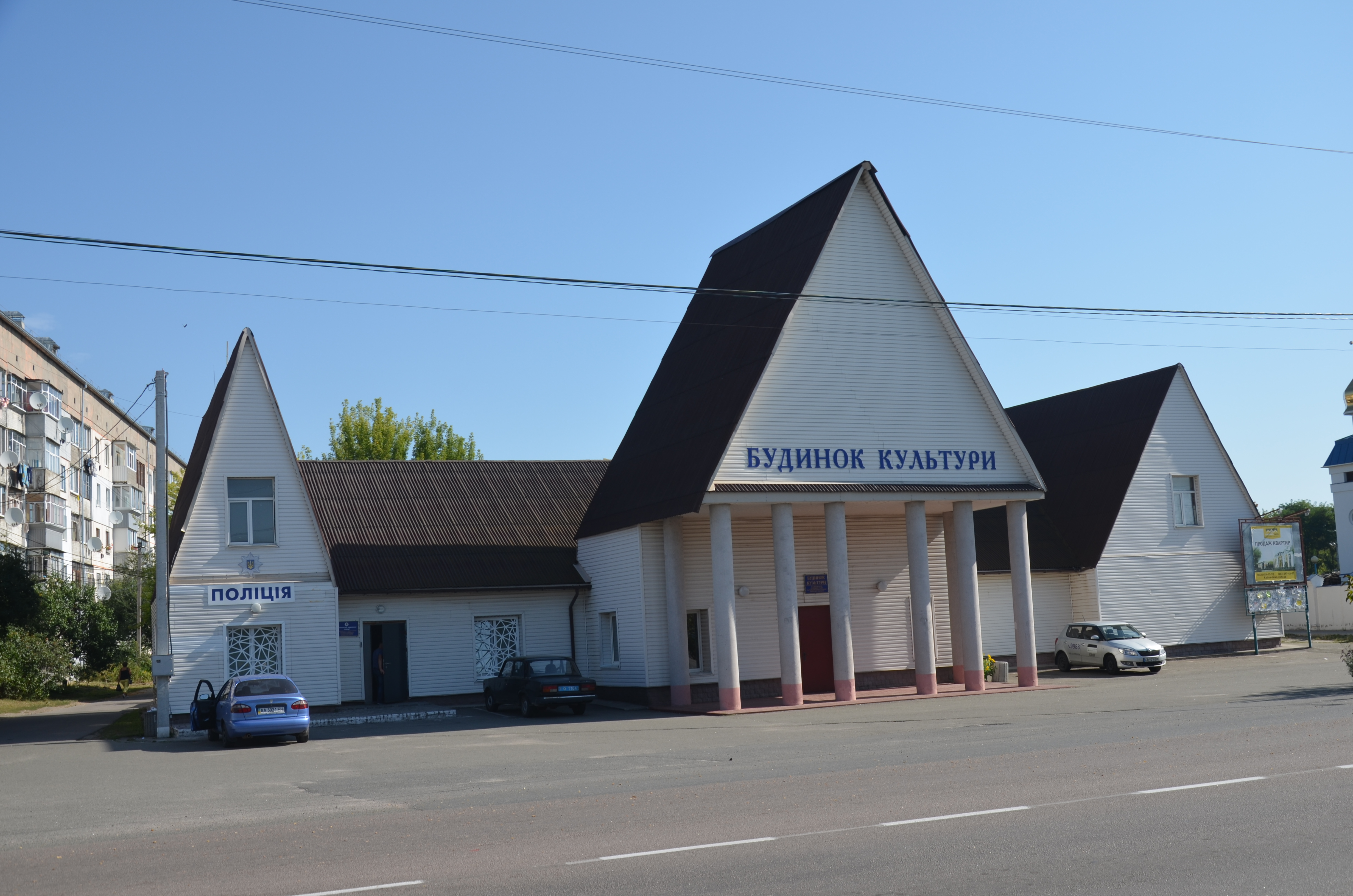
Будинок культури, селище Калинівка
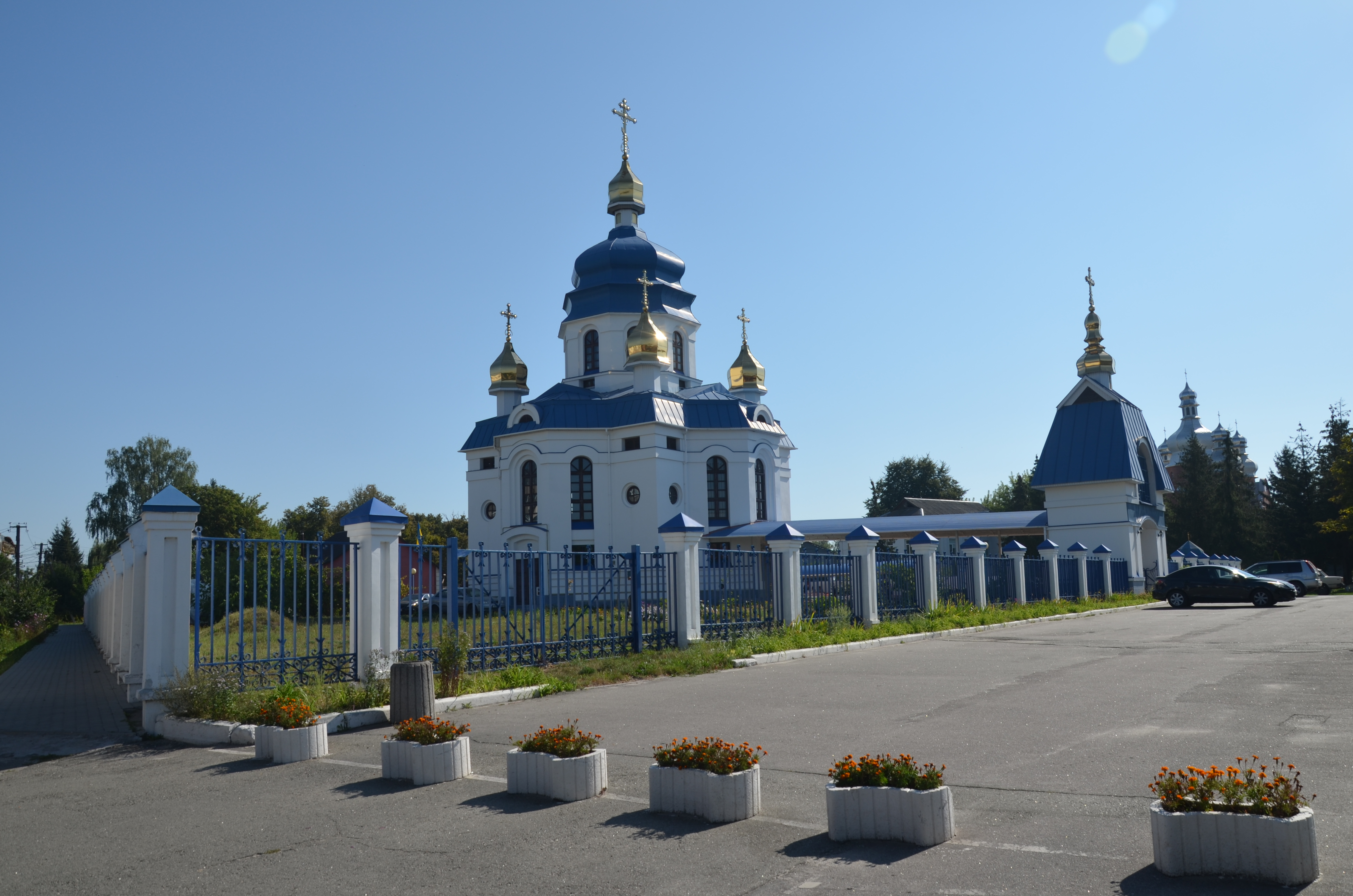
Церква пророка Іллі, смт Калинівка. Збудована у серпні 2005 року за одним проектом як і церкви в Ковалівці та Гребінках на кошти народного депутата України 4-го скликання (04.2002-04.2006 роки) Т. В. Засухи
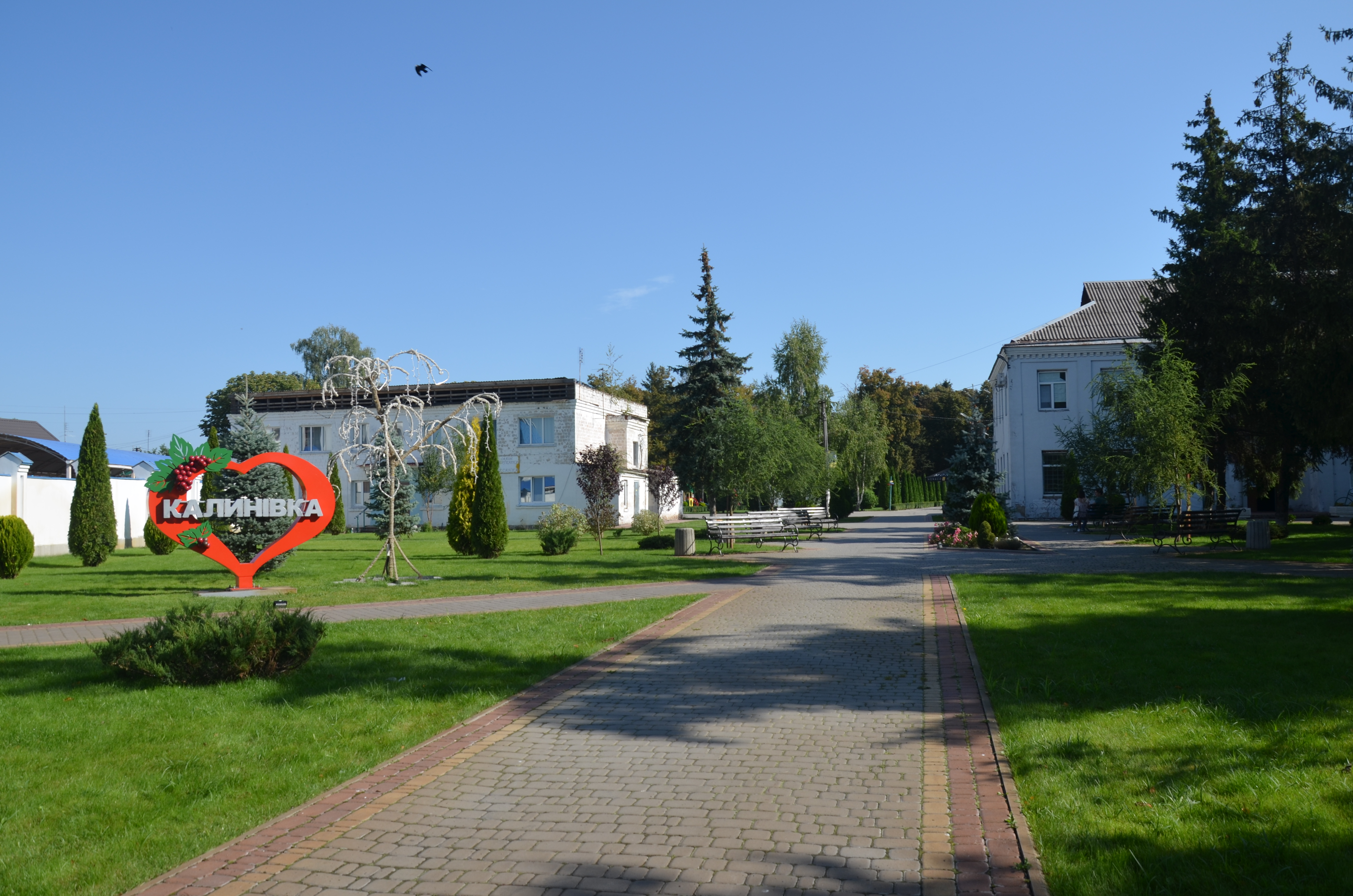
Сквер біля селищної ради, селище Калинівка
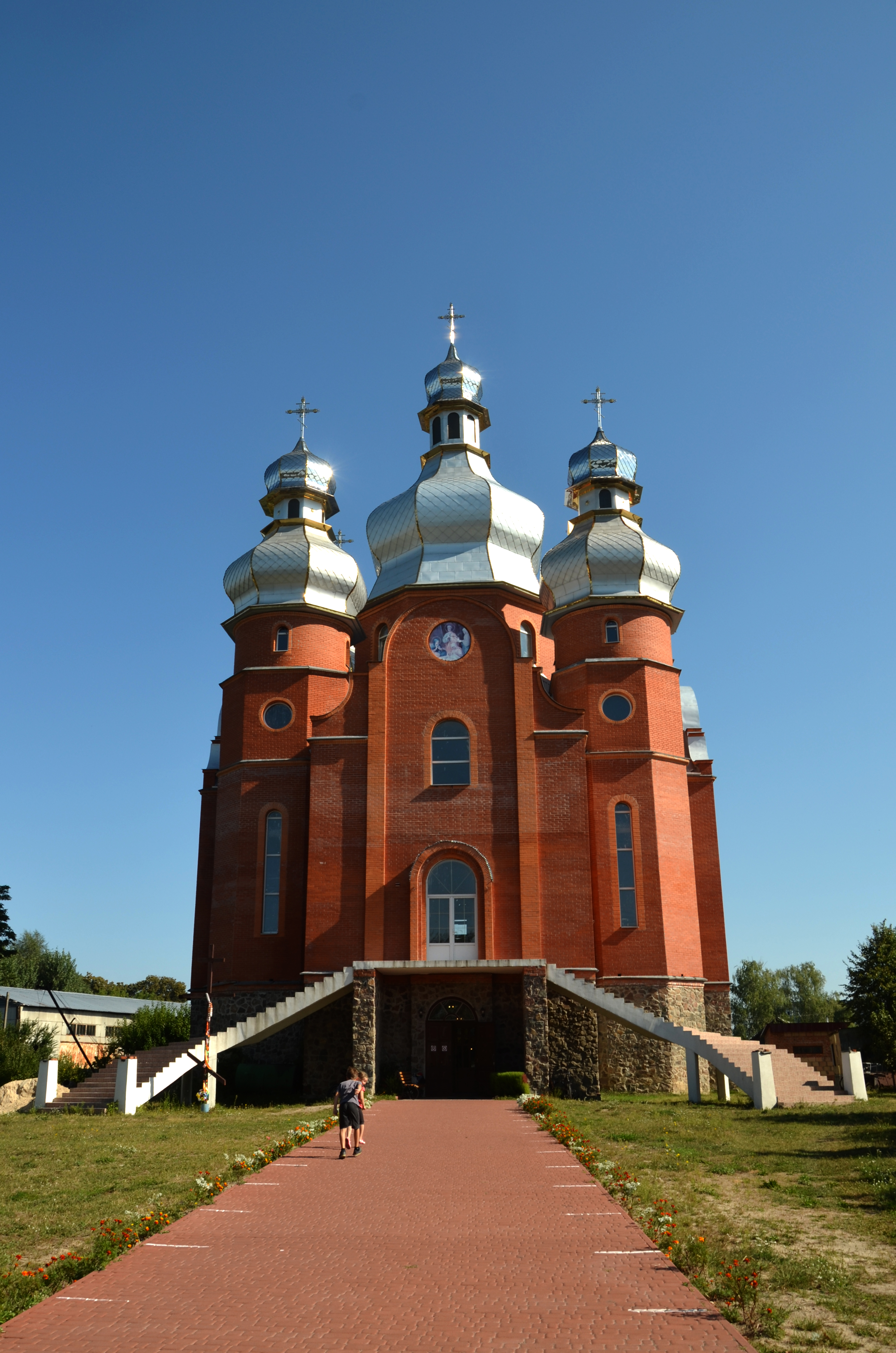
Парафія Всіх святих землі Української, селище Калинівка
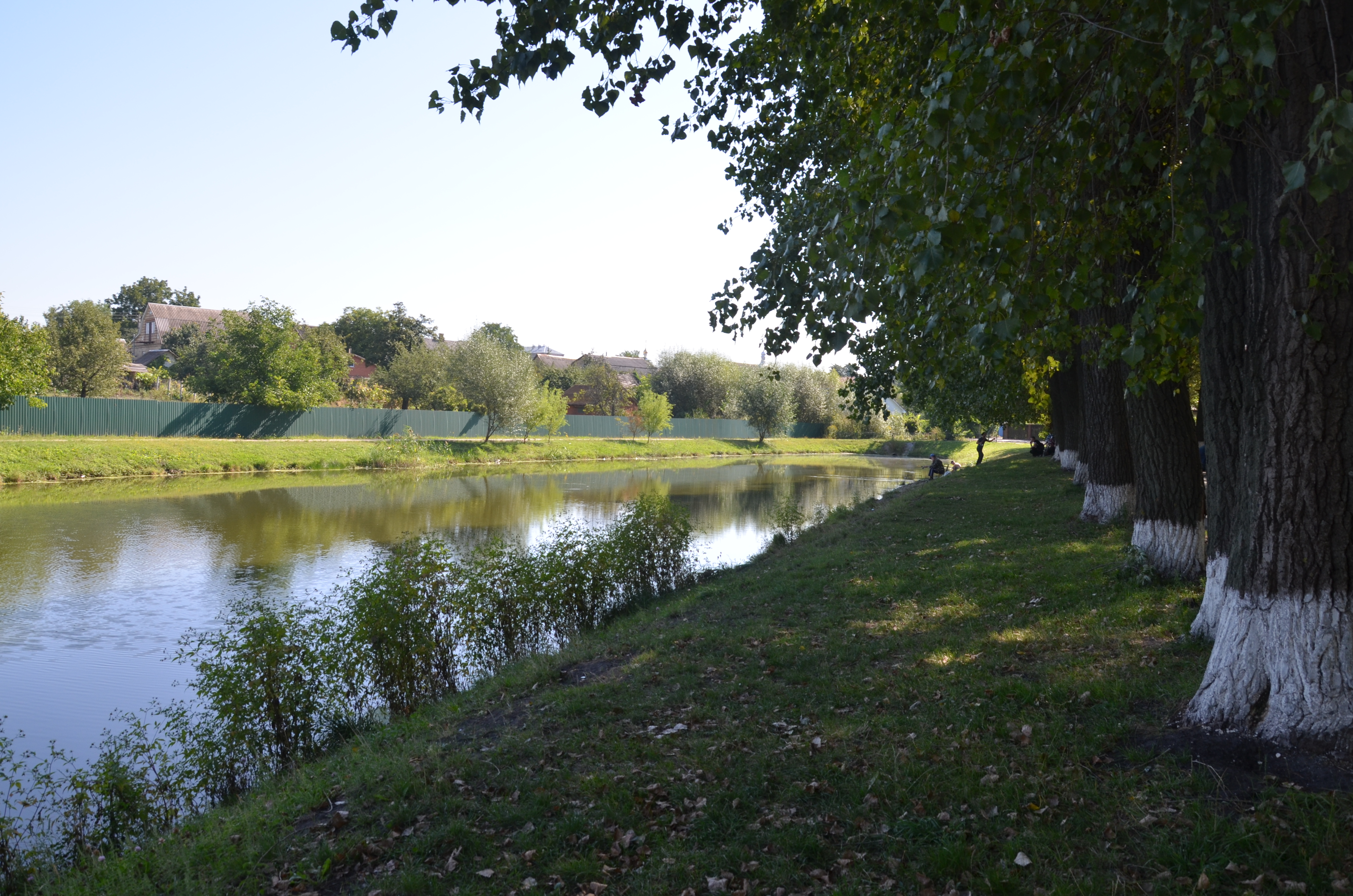
Ставок, селище Калинівка
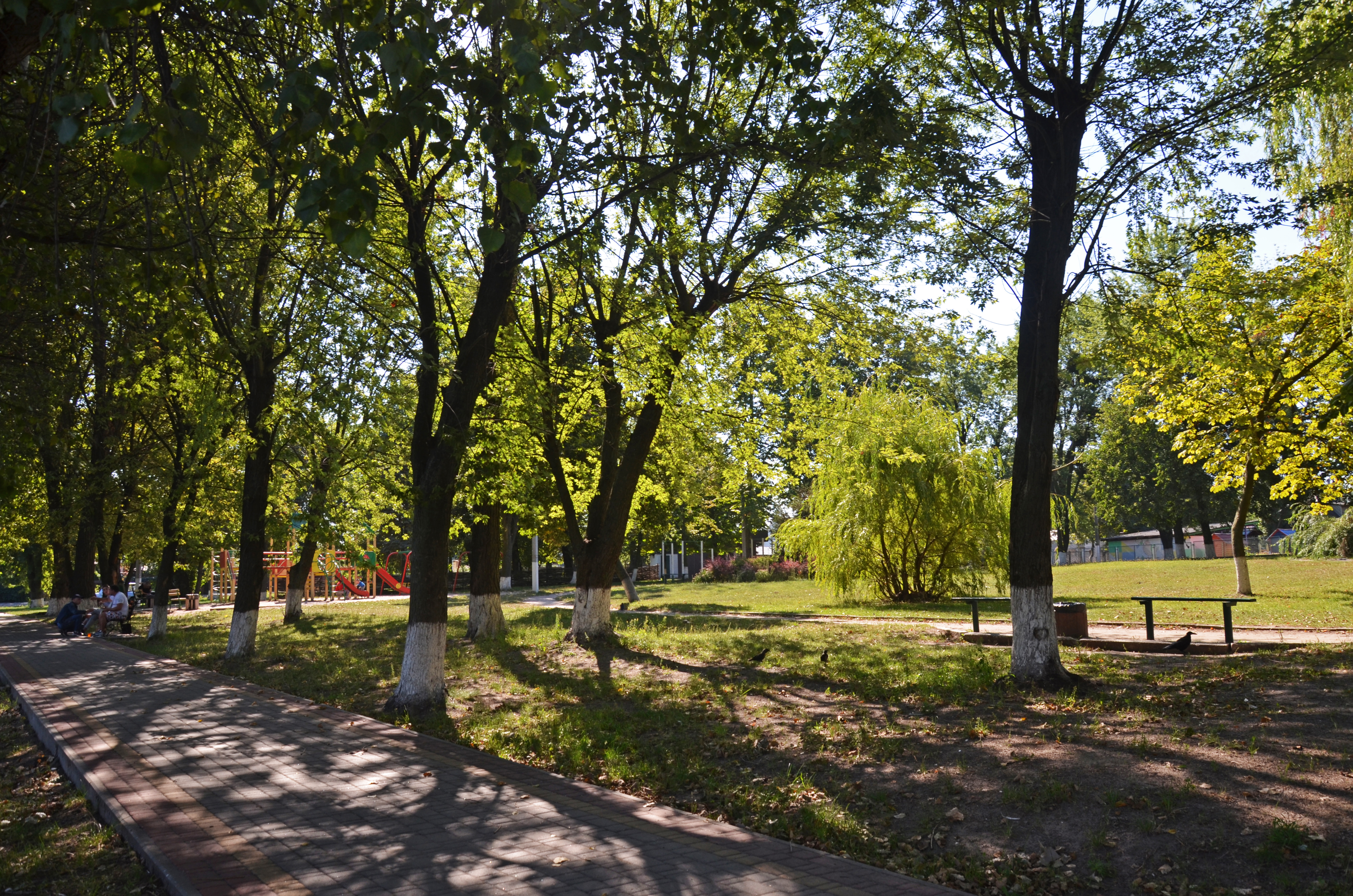
Парк, селище Калинівка